# الصديق (الكويت)
الصديق، منطقة من مناطق محافظة حولي في الكويت. وهي إحدى المناطق السكنية الجديدة الخاصة، وتبلغ مساحتها 428 هكتارا .
وسميت بهذا الاسم نسبة إلى أبو بكر الصديق.